# Pristiophorus schroederi
O Pristiophorus schroederi, conhecido como tubarão-serra-bahamense, é uma espécie de tubarão pertencente a família Pristiophoridae.
É conhecido a partir de muito poucos espécimes, o último dos quais foi coletado em 1969.
É encontrada no oeste do Oceano Atlântico Central das Bahamas e Cuba, em profundidades de entre 400 e 1.000 m.

## Descrição

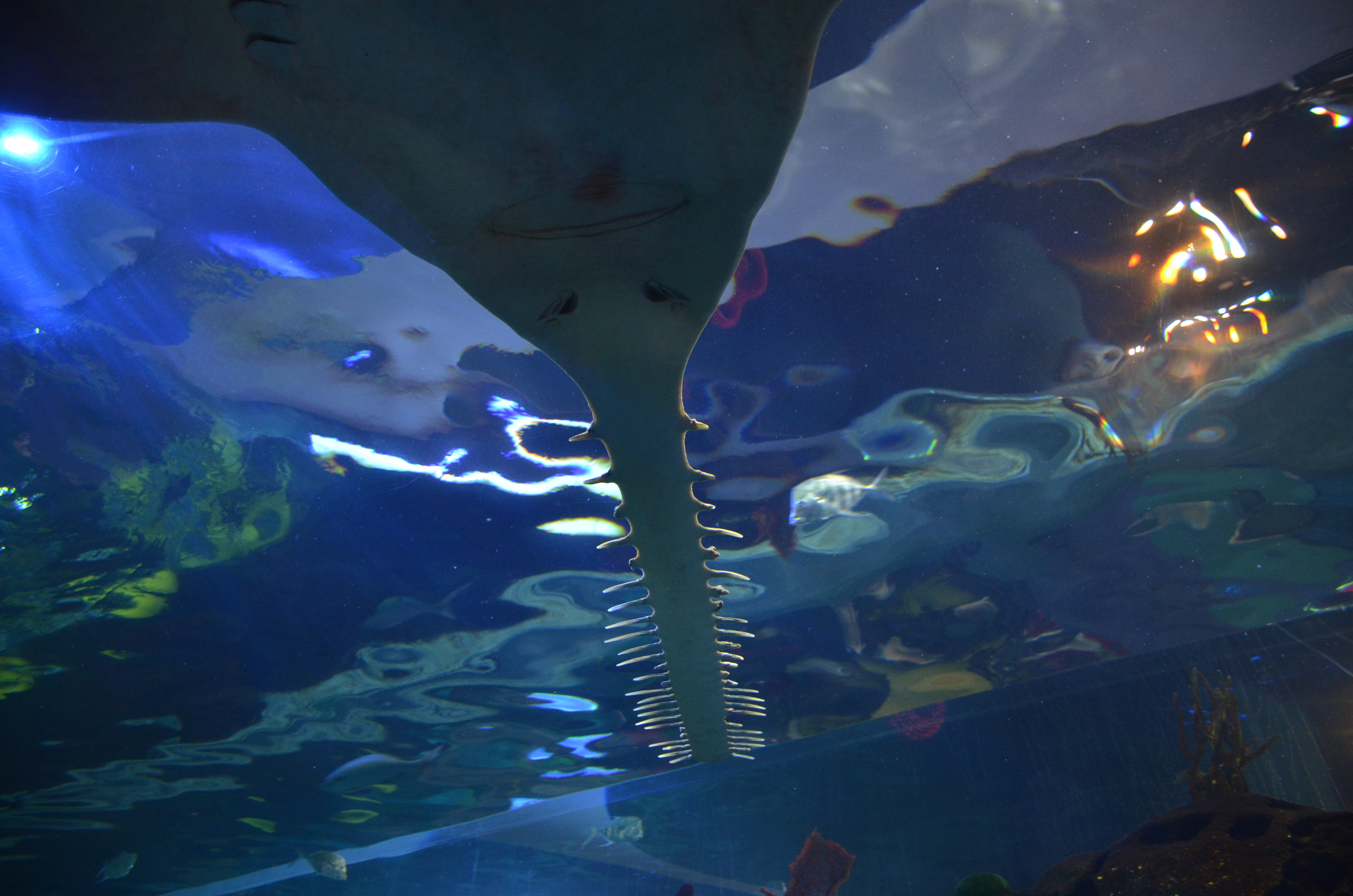

Estes tubarões medem na média de 80 cm de comprimento. É um tubarão esguio com um rostro muito longo, estreito e afilado (comprimento pré-oral de cerca de 31-32% do comprimento total do tubarão) com barbilhões entre a boca e a ponta rostral e uma borda pré-barbilhão côncava.

Coloração cinza-claro uniforme e sem padrão na parte superior e esbranquiçado na parte inferior. Possui listras acastanhadas mais escuras ao longo da linha média e bordas do rostro. Suas barbatanas peitorais são de bordas claras e as nadadeiras dorsais dos juvenis têm uma borda anterior escura.